# Manuel Berrio
Manuel Berrio (Apartadó, Antioquia, Colombia; 22 de julio de 1996) es un futbolista colombiano. Juega de defensa.

## Clubes
| Club                | País                | Año                 | Partidos | Goles |
| ------------------- | ------------------- | ------------------- | -------- | ----- |
| Atlético Huila      | Colombia            | 2015 - 2019         | 46       | 0     |
| Total en su carrera | Total en su carrera | Total en su carrera | 46       | 0     |

- Datos: Q25858161